# كارل أشمور
كارل أشمور (بالإنجليزية: Carl Ashmore)‏ هو كاتب وكاتب للأطفال بريطاني، ولد في 17 أغسطس 1968 في كرو (تشيشير) في المملكة المتحدة.